# SODO
SODO d.o.o. je bilo državno energetsko podjetje v Sloveniji, ki izvaja gospodarsko javno službo sistemskega operaterja distribucijskega omrežja z električno energijo. Sedež podjetja je bil v Mariboru. S pripojitvijo SODO k ELES so naloge prešle pod okvir ELES.
Direktor podjetja je Stanislav Vojsk, medtem ko je predsednica nadzornega sveta Mateja Čuk Orel.

## Naloge
Osnovna naloga podjetja je bila "varno, zanesljivo in učinkovito obratovanje in vzdrževanje distribucijskega sistema, razvoj distribucijskega sistema, zagotavljanje zanesljivosti oskrbe z elektriko z ustrezno zmogljivostjo in zanesljivostjo omrežja".
SODO je lastnik 3,4 % distribucijskega omrežja za električno energijo v Sloveniji; preostalo omrežje je v lasti petih distribucijskih podjetij (Elektro Ljubljana, Elektro Celje, Elektro Primorska, Elektro Gorenjska, Elektro Maribor).

## Zgodovina
Podjetje je bilo ustanovljeno leta 2007 na podlagi Energetskega zakona z aktom Vlade Republike Slovenije. Istega leta je SODO prejel 50-letno koncesijo za opravljanje javne službe sistemskega operaterja distribucijskega omrežja.
S koncem leta 2023 je Vlada sprejela sklep o pripojitvi družbe SODO k družbi ELES.

## Omrežje
Na dan 31. decembra 2020 je SODO imel:
- 894 km nadzemnih in 23 km podzemnih vodov 110 kV, 96 razdelilnih transformatorskih postaj, 202 visoko- in srednjenapetostnih transformatorjev;
- 11.139 km nadzemnih in 6.491 km podzemnih vodov srednje napetosti, 6 razdelilnih transformatorskih postaj srednje napetosti, 74 relejnih postaj, 15.801 transformatorskih postaj, 23 transformatorjev srednje napetosti in 16.453 srednje- in nizkonapetosnih transformatorjev;
- 18.844 km nadzemnih in 25.646 km podzemnih vodov nizke napetosti.